# Седер Олам Зута
«Седер Олам Зута» — литературный памятник еврейского народа; анонимная историческая хроника, названная Зута (меньшая; младшая), в отличие от более древней «Седер Олам Рабба», которую она до некоторой степени продолжает и дополняет. Состоит из двух отделов:
1) хронология пятидесяти поколений от Адама до восьмого иудейского царя Иоакима (евр. Иегоякима), который, согласно этой хронике, был отцом первого вавилонского экзиларха Иехонии (евр. Иегоякина);
2) история 39 поколений экзилархов, начиная от Иехонии.
Возможно, что главной целью произведения было доказать, что вавилонские экзилархи являются непосредственными потомками Давида.

## Содержание

### 1) 50 поколений после Адама
Краткое введение, заимствованное из «Седер Олам Рабба», содержит главные хронологические данные от Адама до разрушения Второго Храма, — период в 3828 лет.
Хроника более обстоятельна, чем «Седер Олам Рабба», перечисляет поколения от первого человека до Авраама, указывает, между прочим, продолжительность жизни каждого из двенадцати сыновей Иакова (евр. Якова), согласно преданию; в других местах она просто перечисляет поколения. Начиная от Давида, она даёт имена первосвященников и пророков, живших при каждом царе. Так, например:
- царь Давид имел первосвященником Авиафара (евр. Абиатар; N 11), пророками в его время были Нафан (Натан) и Гад;
- царь Соломон, вступивший на престол трёхлетним мальчиком, имел первосвященником Садока (евр. Цадок; N 12), a пророками Ионатана, Адду (Иддо) и Ахию.

Таким образом, «Седер Олам Зута» дополняет список первосвященников, данный в библейской Хронике (1Пар. 6:3—14). При царе Амоне пост первосвященника занимал Селлум (Шаллум; N 26), и между ним и Азарией (N 14), жившим при Ровоаме (евр. Рехабеаме), было 12 первосвященников (в библейской Хронике указаны только пять из них), но их имена совершенно отсутствуют в списке, данном в «Седер Олам Зута».
50 поколений первого отдела разделены автором на пять групп, последними в каждой группе являются последовательно — Ной, Авраам, Вооз (евр. Боаз), Охозия (Ахазия) и Иоаким (Иегояким).

### 2) 39 поколений экзилархов

#### Экзилархи по мужской линии
Второй отдел сочинения начинается констатированием факта, что Иехония (Иегоякин), царствовавший только 3 месяца и 10 дней, был увезён в плен Навуходоносором. Впоследствии он занял высокий пост при сыне последнего Амель-Мардуке, став таким образом первым лицом y евреев в период изгнания.
Исправляя несколько запутанную генеалогию, данную в библейском тексте (1Пар. 3:17—19), «Седер Олам Зута» заявляет, что y Иегоякина было 4 сына, из них старший, Салафиил (евр. Шеалтиель), наследовал отцу. Здесь, между прочим, хроника указывает, что владычество Вавилона продолжалось 70 лет, считая от Навуходоносора до завоевания города Дарием, которое произошло на 52-м году после разрушения Первого Храма.
Зоровавель (евр. Зеруббабель), сын Шеалтиеля, в первый год царствования Кира, отправился в Иерусалим; по восстановлении Храма и городских стен Ездрой он вернулся в Вавилон и был экзилархом после смерти отца.
Далее перечисляются последующие экзилархи, отчасти на основании данных Библии (1Пар. 3:16—24), но со значительными отступлениями. Так, 1-й, 13-й, 16-й, 18-й и 19-й экзилархи — последний из них Шафат, отец Анана, — жизнь которых охватывает период более, чем 600 лет, упоминаются в Хронике не как преемники, a как родственные лица и современники; иногда даже отец в Хронике является сыном в «Седер Олам Зута».
После смерти пророков Аггея (евр. Хаггая), Захарии и Малахии, точнее, на 52-м году персидского владычества, или в 3442 году от сотворения мира, прекратился пророческий период и начался период мудрецов (хахамим; мудрецы). Начиная от Ханании, внука Зеруббабеля, мудрецы являются советчиками экзилархов.
Перечисляются имена царей, правивших в Древней Палестине от Александра Великого до разрушения Второго Храма (70 год). Маккавейская и Иродова династии царствовали по 103 года каждая (то же число даётся и в «Седер Олам Рабба»). Иродова династия состояла, согласно хронике, только из трёх царей — Ирода, Агриппы и Монобаза; в конце царствования Монобаза, при жизни одиннадцатого экзиларха, Шехании (Shechaniah), сына Шемаи, Храм был разрушен римлянами. Начиная от Наума (Nahum; Нахум), семнадцатого экзиларха, указываются имена мудрецов — вероятно, глав Академии, — бывших при экзилархах. Двадцать девятым экзилархом, раб Гуной (Rab Huna), заканчивается прямое мужское потомство царя Давида.

#### Экзилархи по женской линии
Последующие экзилархи шли уже по женской линии, от дочери раб Гуны, жены рабби Ханании, главы иешибота. Тридцатый экзиларх, Мар Зутра II, был казнён в 478 году; его преемник, Мар Зутра III (N 31) перебрался в Палестину, где возглавлял либо Синедрион, либо религиозную школу (520 год); затем в хронике последовательно перечисляются восемь экзилархов, последний из которых (N 39) — рабби Хацуб, сын рабби Пинехаса (N 38). За исключением некоторых погрешностей, весь этот отдел содержит много достоверных фактов, которым некоторые учёные, по утверждению ЕЭБЕ, придавали большую историческую ценность.
Перечисленные в ЕЭБЕ 51 экзиларх (см. полный список) жили на протяжении более 900 лет, следовательно, на одно столетие приходилось, в среднем, три экзиларха.

### Датирование и издания рукописей
Так как хроника заканчивается на 39-м экзилархе, то можно было бы предположить, что автор «Седер Олам Зута» жил в конце VIII века, если бы была уверенность в том, что переписчики не делали добавлений от себя.
Манускрипт «Седер Олам Зута» был найден (MSS, De Rossi, Парма, № 541, 10) и опубликован Соломоном Шлехтером в «Monatsschrift» (XXXIX, 23 и след.); Этот манускрипт не имел введения, указанного в начале этой статьи, но в конце его говорилось следующее: «От Адама до сего дня, который есть одиннадцатый день Кислева субботнего года, прошло 4564 года», то есть 804 год нашей эры. Внимательное изучение текста показало, что перечисление восьми экзилархов, следовавших за Мар-Зутрой III, было сделано двумя позднейшими переписчиками — шести из них одним переписчиком, a двух последних, Пинехаса и Хацуба, другим, и что, следовательно, хроника была сочинена в первой четверти VI века.
Более древняя летопись «Седер Олам» только с XII века именуется «Седер Олам Рабба» (Рабба = Великая). Очевидно, что слово «Рабба» было приставлено с целью различия двух хроник.
Авраам Закуто включил большую часть хроники в книгу «Юхасин» (Sefer ha-Yuhasin; «Книга родословных», 1498), и его текст, как отмечает ЕЭБЕ, является наиболее правильным.
Текст Закуто был переиздан Нейбауэром в «Средневековых еврейских хрониках» (II, 67 и след.), там же приводится текст хроники, изданной в Мантуе.
Отдельно была издана Лацарусом (Felix Lazarus) в «Brüll’s Jahrbücher» (X, 157 и след.; 1890) вторая часть, трактующая об экзилархах.